# Barisia herrerae
Barisia herrerae — вид веретільницеподібних ящірок родини веретільницевих (Anguidae). Ендемік Мексики.

## Поширення і екологія
Barisia herrerae відомі з кількох місцевостях, розташованих на південних схилах Трансмексиканського вулканічного поясу в штатах Мехіко і Морелос. Вони живуть в сосново-дубових і дубових лісах, на висоті від 2350 до 2500 м над рівнем моря.

## Збереження
МСОП класифікує цей вид як такий, що перебуває під загрозою зникнення. Barisia herrerae загрожує знищення природного середовища.